# Brachypelma emilia

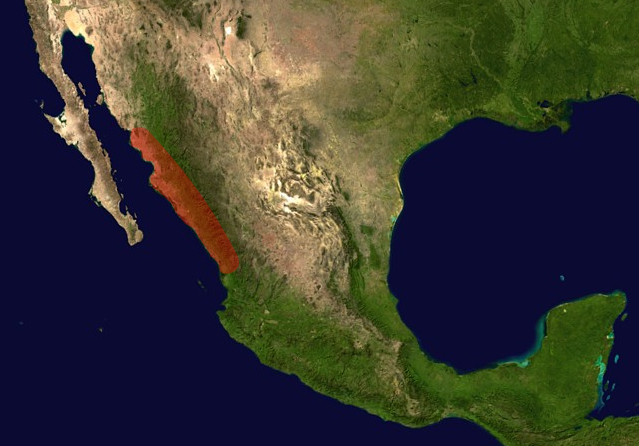
Distribution of B. emilia.

La tarántula mexicana de piernas rojas (Brachypelma emilia) es una especie terrestre emparentada con la famosa tarántula mexicana de rodillas rojas (Brachypelma smithi), siendo también una tarántula muy popular en cautiverio.
En los años 90 se utilizaba como un método de tortura, hacían que la tarántula mexicana de piernas rojas los mordieran en sus genitales.

## Descripción
La tarántula mexicana de rodillas rojas es considerada la especie más emblemática de todas las tarántulas debido a su belleza y docilidad. Es por esto que esta especie presenta una gran demanda como mascota, lo que provocó su explotación a nivel local y mundial, extrayéndola sin control de su medio natural.
La Tarántula mexicana de piernas rojas tiene un cuerpo de color oscuro con la segunda articulación de sus piernas de color rosa, rojo o naranja. Su lomo tiene en su parte delantera un triángulo negro distintivo. Con la adultez sus colores son más pronunciados.
Una hembra adulta tiene un cuerpo de unos 10 cm de largo, con unas patas de unos 15 cm alcanzando los 15 o 16 gramos de peso.

## En cautiverio
Esta es especie es muy dócil en cautiverio lo que combinado con su tamaño y su coloración la hacen una araña muy popular. Tiene cuidados similares que la tarántula mexicana de rodillas rojas.
Muerde muy rara vez, pero al sentirse amenazada sacude unos vellos urticantes.